# 毛泽东思想宣传队

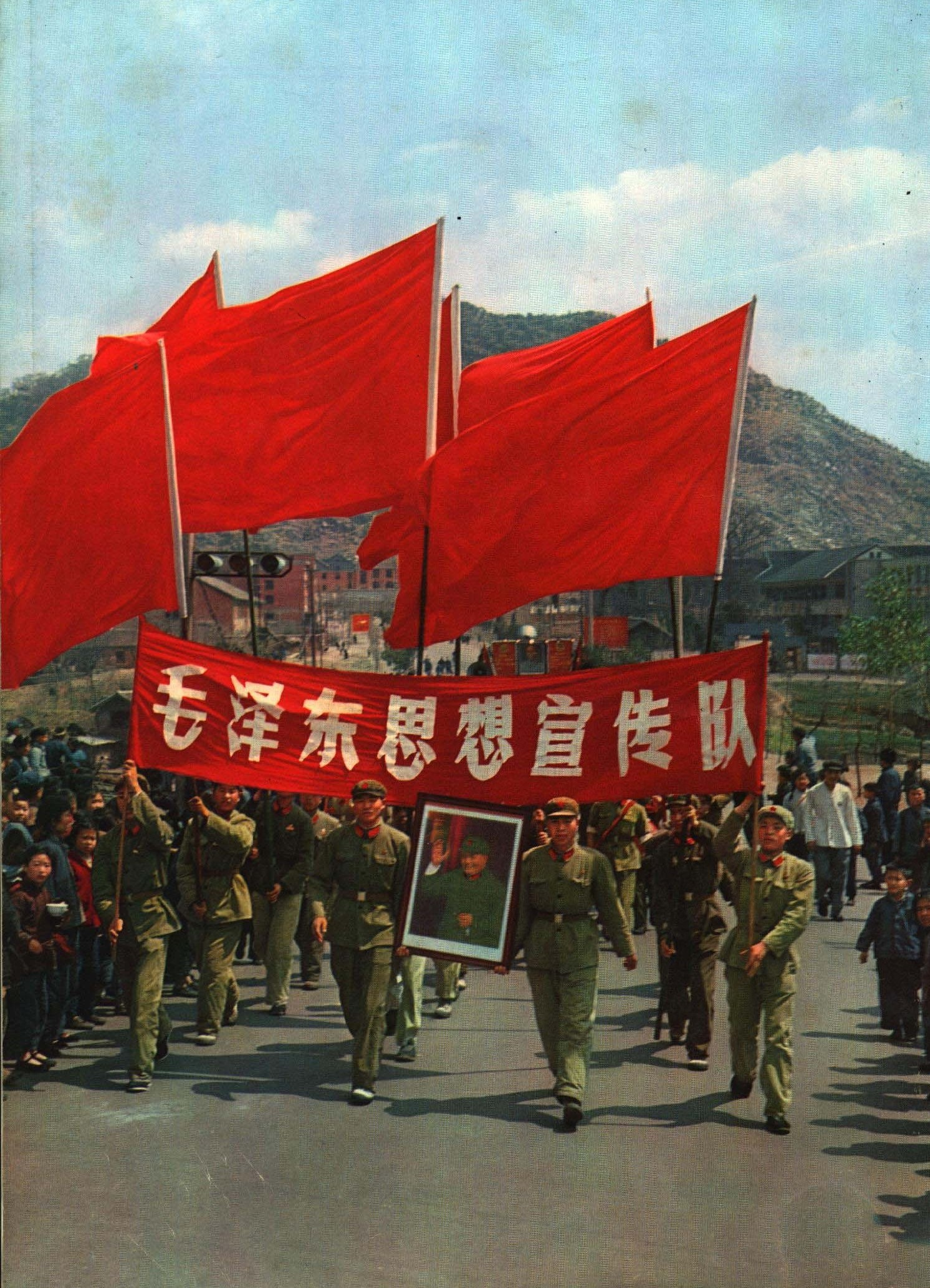
毛泽东思想宣传队

毛泽东思想宣传队，是中华人民共和国文化大革命期间，主要于1968年夏在各地成立的进驻教育、文化等部门甚至机关单位的一个组织，其目的主要是控制这些单位的局面，维护基本秩序。宣传队按照其成员的组成，即工人、军人或农民，可分为“工宣队”、“军宣队”以及“农宣队”等；其中，军队干预国家及各级政府事务的广度、深度、时间长度以及军方参与人数均史无前例。宣传队进驻各单位机构后，各地的大规模武斗结束，以学生为主体的红卫兵组织迅速没落。此后，工宣队和军宣队也直接参与了清理阶级队伍、“一打三反”、清查“五·一六”等政治清洗，许多文革初期活跃的造反派成员遭到整肃清算。

## 工人毛泽东思想宣传队

### 释义
“工人毛泽东思想宣传队”，简称“工宣队”，是由工人组成的毛泽东思想宣传队。“工宣队”这一简称也见诸正式报道，但更接近日常口语，工人阶级也被称为是去管理或占领大学、中学、小学以及科研文化机构等“上层建筑”。除了组成人员不同外，从形式到内容都与文革初期的“工作组”类似，而且它所拥有的权力还更大。

### 历史
1968年夏全国大多数省份都完成了“夺权”，成立了革命委员会。但各地两派的武斗，仍然影响着政治局面的稳定，妨碍正常社会秩序和经济生产的恢复。中共中央先后发布《七·三布告》、《七·二四布告》，指示解散武斗队，拆除工事、据点、关卡，上缴枪支弹药，与此同时毛泽东向武斗严重的高校及中学派驻工宣队，意图从源头上制止武斗，统一、协调学校中两派红卫兵组织的关系和冲突。1968年7月27日，北京市60多个工厂3万多名工人组成“首都工人毛泽东思想宣传队”，进驻爆发“百日大武斗”的清华大学，试图接管学校的领导权，但遭到清华红卫兵的暴力抵制，被称为“七·二七事件”。7月28日，毛泽东紧急召见了首都红卫兵“五大领袖”聂元梓、蒯大富、谭厚兰、韩爱晶和王大宾，就制止大学武斗、派出工宣队进驻清华大学等北京各大高校的问题发表了强硬讲话。有学者指，虽然进驻清华的工宣队有一定的工人成份，但是其领导或主要成员却是来自毛泽东身边的中共中央警卫部队干部。

毛泽东赠送工宣队芒果的行为以及“芒果崇拜”的出现，表明工人阶级开始领导文化大革命。

1968年8月5日，毛泽东将外国来宾赠送的芒果转赠清华大学工宣队，表示支持，进而引发全国性的“芒果崇拜”。8月15日，毛泽东、林彪接见了进驻清华大学的工宣队代表。8月25日，中共中央、国务院、中央军委、中央文革联合发出《关于派工人宣传队进驻学校的通知》，给予工宣队以强大的政治支持，而同一天《红旗》杂志发表经毛泽东审定的姚文元署名文章《工人阶级必须领导一切》，公布了毛泽东最新指示：
实现无产阶级教育革命，必须有工人阶级领导，必须有工人群众参加，配合解放军战士，同学校的学生、教员、工人中决心把无产阶级教育革命进行到底的积极分子实行革命的三结合。工人宣传队要在学校中长期留下去，参加学校中全部斗、批、改任务，并且永远领导学校。在农村，则应由工人阶级的最可靠的同盟者——贫下中农管理学校。
此后“工人阶级领导一切”达到顶点，派驻工宣队的工作在全国范围内迅速展开，大批工宣队不仅进驻大学、中学、小学等教育单位，而且还扩大到新闻、出版、文艺等部门甚至各级党政机关，担任各级党政领导，掌握了相当大的权力。截至1968年8月底，北京市59所大专院校全部进驻了工宣队。9月5日至12日的一周内，上海市有超31000名产业工人进入全市十个区的513所中学和1249所小学，每所中学平均有50名工人，另还有5700余名退休的产业工人与工宣队一起进入小学。据上海市总工会1974年的统计，当时全市工宣队总人数为10,713人，被“结合”为党的书记、委员或革委会的主任、委员的人数共4,142人，其中进党委者189人。

### 影响

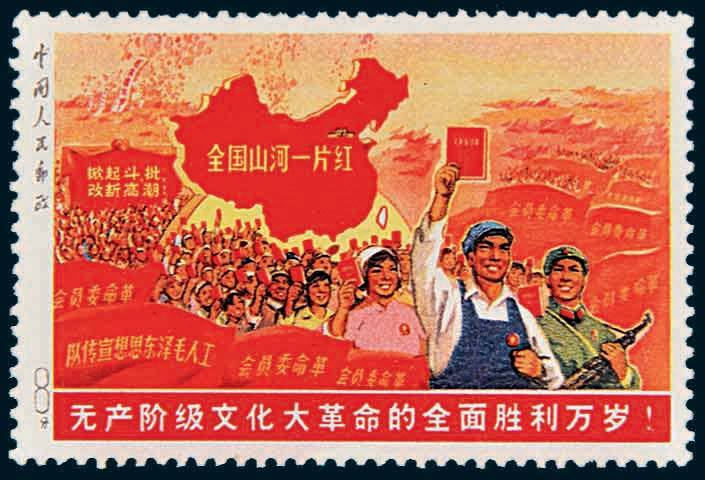
印有革委会和工宣队以及“斗、批、改”的文革邮票（1968年10月）

工宣队、军宣队进校后，举办“毛泽东思想学习班”，帮助对立的两派群众组织实现大联合；拆除武斗工事，收缴武器；参加学校党支部和革委会的工作，领导“教育革命”，参与备课教学，方便了厂校挂钩、开门办学。此外，工宣队及军宣队领导开展大批判，直接参与甚至领导清理阶级队伍、“一打三反”和清查“五·一六”等政治清洗，调整革委会，进行整党等“斗、批、改”工作。
工宣队、军宣队进校后，红卫兵造反派组织迅速衰落，许多造反派成员遭到清算整肃，对解决派性冲突、结束混乱局面等一些问题有所帮助。有观点认为，对于红卫兵，毛泽东从最初的支持和利用，进而转为怀疑、打压、否定，直至最终抛弃红卫兵造反派。但工宣队、军宣队执行的仍然是左倾政治方针和路线，加之对教育工作和进驻单位的业务工作不熟悉，自身文化程度低，无法融入、领导学校工作，成为游离于单位实际的一极权力，又陷入原有矛盾泥潭成为新的矛盾冲突的构成因素和发源地，使混乱以不同形式继续下去。

## 解放军毛泽东思想宣传队

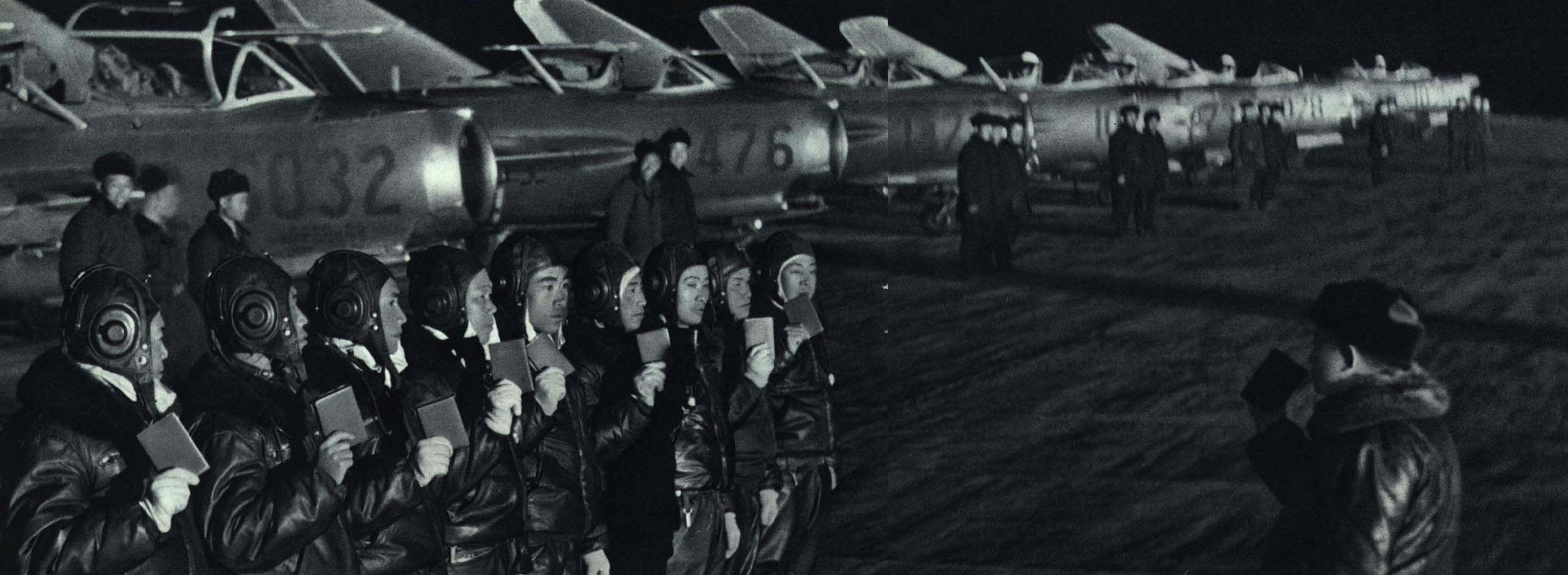
1967年文革期间的中国人民解放军空军部队，士兵手握《毛泽东语录》

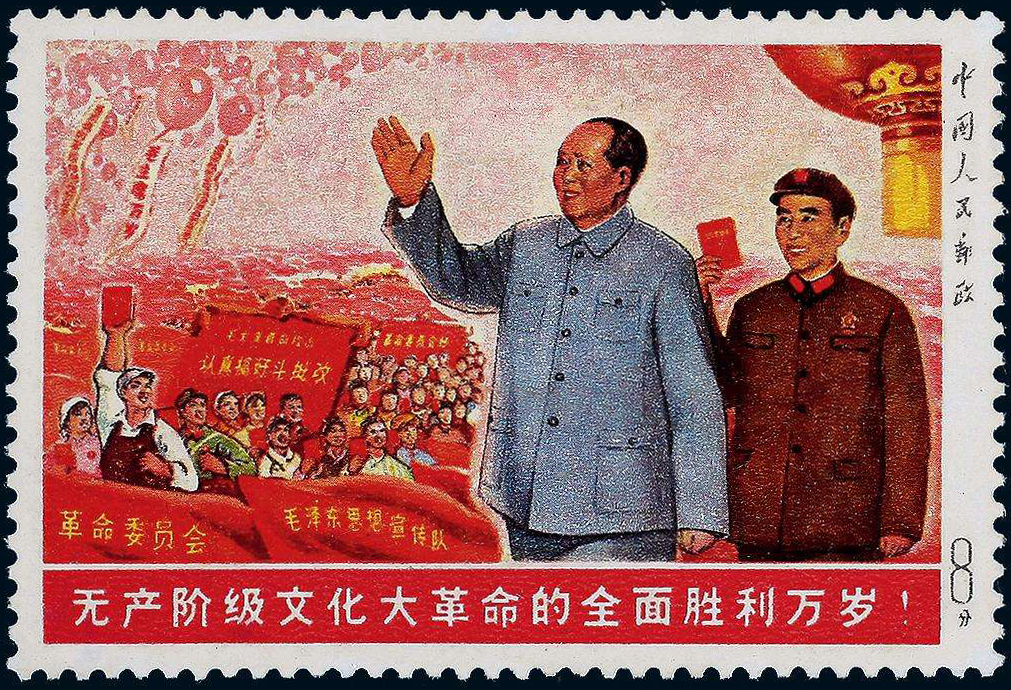
以毛泽东、林彪为主要人物的印有革委会、毛泽东思想宣传队以及“斗、批、改”的文革邮票（1968年10月）

解放军毛泽东思想宣传队，简称“军宣队”，是由中国人民解放军部队组成的毛泽东思想宣传队。早在1967年1月“夺权运动”初期，中共中央、国务院、中央军委、中央文革小组即发出《关于人民解放军坚决支持革命左派群众的决定》，军队正式介入地方文革。1967年3月，中央军委发出《关于集中力量执行支左、支军、支农、支工、军管、军训任务的决定》，被俗称为“三支两军”。按照毛泽东的要求，“三支两军”的中心是“支左”，即支持地方的“革命左派”。同年9月起，军队的“支左”实际改为支持两派群众组织，推动和促进各地区、各部门的“革命大联合”。
1968年起，军队人员往往以“军宣队”的身份执行军训、军管的任务。1968年4-8月间，中共的宣传部、统战部、外联部、中央调查部被军管，对中共人事管理最核心的中央组织部由军人实际领导。1967年至1969年间，军宣队方式或军管方式是当时广泛流行的处理或解决群众组织和群众运动的方式。
“三支两军”的工作一直持续到林彪“九一三事件”结束约一年后的1972年8月。在此工作期间，解放军军人脱离军队日常工作参与地方事务的先后达280多万人次，其范围之广、规模之大、人员之多、时间之长，是解放军建军史上前所未有的，与此同时军队干预国家及各级政府事务的广度、深度、时间长度也都在中华人民共和国历史上史无前例。军方势力在一定程度上维护了社会稳定，减少了工农业生产和民众生命财产的损失，但也使军队深陷文化大革命的政治漩涡，损害了军队自身的思想、作风、组织、纪律建设和发展。

## 农民毛泽东思想宣传队
农民毛泽东思想宣传队，或贫下中农毛泽东思想宣传队，简称“农宣队”，是由人民公社的贫下中农组成的毛泽东思想宣传队，在远离城市、产业工人不多的地方充任工宣队的角色。

## 后续及评价
文化大革命结束后，1977年9月19日，邓小平在与教育部负责人谈话时，首次公开提出要进行“拨乱反正”，并提道：
工宣队问题要解决，他们留在学校也不安心。军队支左的，无例外地都要撤出来。学校里这些问题不解决，扯皮就扯得没完没了。
 同年11月6日，中共中央转发教育部党组《关于工宣队问题的请示报告》，随后各地进驻大、中、小学的工宣队陆续撤出学校。1984年，在重新认识工宣队、军宣队的政治批判中，官方观点认为：
 进驻学校的“工宣队”、“军宣队”天天喊叫“工人阶级领导一切”，实质上是他们自己“领导一切”，他们把工人阶级领导同党的领导对立起来，把工人阶级同知识分子对立起来，把工厂同学校对立起来，从根本上违背了工人阶级的利益。“工宣队”、“军宣队”成了高踞于党和群众之上的“特殊人物”，随意迫害知识分子，干扰教学及科研工作，毁坏实验设备，把高等学府变成残酷斗“走资派”、整知识分子的“大本营”。

此前，文革期间进驻清华大学的工宣队不断强调“教育革命”是一场政治革命，“政治建校”是无产阶级教育革命的灵魂，是解决教育为谁服务、培养什么人的问题；对此清华大学教授唐少杰认为，“‘教育革命’的实质是蒙昧主义，带来的是窒息精神，禁锢思想，扼杀教育，破坏教学，是一场教育的大倒退，甚至是一场文明的大反动。‘教育革命’本身是反教育的。” 陈昭认为，“毛泽东让一群工人、军人开进国务院各大部委，开进各省市委，开进堂堂的高等学府，开进工厂企业和农村，发号施令，当家作主，这哪里有一点法制的影子？... 让一个科长（迟群）、一个机要员（谢静宜）掌管中国的两个最高学府，把大学大批搬迁到偏僻的山沟农村，这一切，都明显地标示着毛泽东不重视教育、敌视知识分子的印记。批判这些政策是彻底否定‘文革’不可缺少的重要方面。 ”

## 延伸阅读
- 德荣《新中国纪事》，东北师范大学出版社1986年版；
- 《陶德坚回忆录·工宣队进学校》；
- 邓小平《教育战线的拨乱反正问题》，《邓小平文选》第二卷，人民出版社1983年版；
- 《重新认识“工人阶级领导一切”》，《人民日报》1984年10月30日。